# Паркс опсерваторија
Паркс опсерваторија (такође позната и под називом чинија) је радио-телескоп Паркс, који је смештен око 20 km од места Паркс, у Новом Јужном Велсу (Аустралија). То је била једна од неколико радио-антена које су се користиле за уживо пренос телевизијске слике у мисији Аполо 11, 20. јула 1969. године. Захваљујући Парксу, легендарно спуштање свемирске летелице на Месец је успешно преношено два и по сата. Овај телескоп важи за најуспешнији научни инструмент икада направљен у Аустралији.
Изузетан допринос је дао у откривању пулсара. Јер је преко 2/3 свих познатих пулсара (од око 1500), откривено управо захваљујући телескопу Паркс.
Завршен је са изградњом 31. октобра 1961. године. Због свог специфичног облика, познат је и под називом чинија (енгл. The Dish).
Радио-телескоп има пречник од 64 m и подешен је за радио-таласе таласних дужина реда величине милиметара и центиметара. Осим за Аполо 11, овај телескоп је био укључен и у следеће мисије:
- Маринер 2
- Маринер 4
- Програм Војаџер
- Галилео
- Касини—Хајгенс